# Blagoje Marjanović
Blagoje Marjanović (Belgrado, 9 settembre 1907 – Belgrado, 1º ottobre 1984) è stato un calciatore e allenatore di calcio jugoslavo, di ruolo attaccante. Avrebbe segnato 575 gol in 566 incontri con la maglia del BSK Belgrado, ma non ci sono referti né distinzione fra partite ufficiali e non.

## Carriera

### Giocatore
Con la Nazionale jugoslava ha preso parte alle Olimpiadi di Amsterdam nel 1928 ed ai Mondiali di calcio in Uruguay nel 1930: nella rassegna iridata si distinse segnando una rete nelle tre partite disputate e risultando uno dei giocatori con la maggiore personalità. In quel periodo era tesserato per il BSK Belgrado, squadra in cui rimase per due decenni. Legherà il suo nome anche a quello della Dinamo Pančevo, che gli dedicherà un monumento fuori dallo stadio. Fu la prima stella del calcio jugoslavo, nonché il primo calciatore professionista nello stato balcanico (assieme a Tirnarić).

### Allenatore
Nel campionato 1956-1957 sostituì Fioravante Baldi sulla panchina del Torino e a sua volta fu rimpiazzato dallo stesso Baldi l'anno dopo. Nel 1958-59 iniziò la stagione al Catania, ma venne rimpiazzato da Carmelo Di Bella.

## Palmarès

### Giocatore

#### Club
- Campionato jugoslavo: 6

SK Jugoslavija: 1924
BSK Belgrado: 1930, 1932-1933, 1934-1935, 1935-1936, 1938-1939

#### Individuale
- Capocannoniere della Prva Liga: 2

1930 (10 gol), 1936-1937 (21 gol)

### Allenatore
- Coppa di Jugoslavia: 2

BSK Belgrado: 1953, 1955